# Епархия Сан-Кристобаля-де-Венесуэлы
Епархия Сан-Кристобаля-де-Венесуэлы (лат. Dioecesis Sancti Christophori in Venetiola) — епархия Римско-католической церкви с центром в городе Сан-Кристобаль, Венесуэла. Епархия Сан-Кристобаля-де-Венесуэлы входит в митрополию Мериды. Кафедральным собором епархии Сан-Кристобаля-де-Венесуэлы является церковь святого Христофора.

## История
12 октября 1922 года Папа Римский Пий XI издал буллу «Ad munus», которой учредил епархию Сан-Кристобаля-де-Венесуэлы, выделив её из епархии Мериды. Первоначально епархия Сан-Кристобаля-де-Венесуэлы являлась суффраганной по отношению к архиепархии Каракаса, а 11 июня 1923 года, когда епархия Мериды была возведена в ранг архиепархии-митрополии, она вошла в состав новой церковной провинции.
7 июня 1954 года епархия Сан-Кристобаля-де-Венесуэлы передала часть своей территории для учреждения апостольской префектуры Сан-Фернандо-де-Апуре (сегодня — епархия Сан-Фернандо-де-Апуре).
31 октября 1964 года Папа Римский Павел VI издал буллу «Precibus venerabilis», которой учредил капитул при соборе.

## Ординарии епархии
- епископ Томас Антонио Санмигель Диас (22.06.1923 — 6.07.1937);
- епископ Рафаэль Игнасио Ариас Бланко (12.11.1939 — 23.04.1952), назначен архиепископом-коадъютором Каракаса;
- епископ Алехандро Фернандес Фео-Тиноко (23.04.1952 — 26.10.1984);
- епископ Марко Тулио Рамирес Роа (26.10.1984 — 26.02.1998);
- епископ Марио дель Валье Моронта Родригес (с 14 апреля 1999 года).